# WTA de Wuhan
O WTA de Wuhan – ou Dongfeng Voyah · Wuhan Open, atualmente – é um torneio de tênis profissional feminino, de categoria WTA 1000.
Realizado em Wuhan, na China, estreou em 2014. Enfrentou um hiato de quatro anos, por conta da pandemia de COVID-19 e outros transtornos, mas retornou em 2024. Os jogos são disputados em quadras duras no mês de outubro.

## Finais

### Simples
| Ano                                                                | Campeã          | Vice-campeã        | Resultado       |
| ------------------------------------------------------------------ | --------------- | ------------------ | --------------- |
| 2024                                                               | Aryna Sabalenka | Zheng Qinwen       | 6–3, 5–7, 6–3   |
| Torneio não realizado em 2022 e 2023                               |                 |                    |                 |
| Torneio não realizado em 2021 e 2020 devido à pandemia de COVID-19 |                 |                    |                 |
| 2019                                                               | Aryna Sabalenka | Alison Riske       | 6–3, 3–6, 6–1   |
| 2018                                                               | Aryna Sabalenka | Anett Kontaveit    | 6–3, 6–3        |
| 2017                                                               | Caroline Garcia | Ashleigh Barty     | 36–7, 7–64, 6–2 |
| 2016                                                               | Petra Kvitová   | Dominika Cibulková | 6–1, 6–1        |
| 2015                                                               | Venus Williams  | Garbiñe Muguruza   | 6–3, 3–0, ab.   |
| 2014                                                               | Petra Kvitová   | Eugenie Bouchard   | 6–3, 6–4        |

### Duplas
| Ano                                                                | Campeãs                              | Vice-campeãs                               | Resultado         |
| ------------------------------------------------------------------ | ------------------------------------ | ------------------------------------------ | ----------------- |
| 2024                                                               | Anna Danilina Irina Khromacheva      | Asia Muhammad Jessica Pegula               | 6–3, 7–66         |
| Torneio não realizado em 2022 e 2023                               |                                      |                                            |                   |
| Torneio não realizado em 2021 e 2020 devido à pandemia de COVID-19 |                                      |                                            |                   |
| 2019                                                               | Duan Yingying Veronika Kudermetova   | Elise Mertens Aryna Sabalenka              | 7–63, 6–2         |
| 2018                                                               | Elise Mertens Demi Schuurs           | Andrea Sestini Hlaváčková Barbora Strýcová | 6–3, 6–3          |
| 2017                                                               | Chan Yung-jan Martina Hingis         | Shuko Aoyama Yang Zhaoxuan                 | 7–65, 3–6, [10–4] |
| 2016                                                               | Bethanie Mattek-Sands Lucie Šafářová | Sania Mirza Barbora Strýcová               | 6–1, 6–4          |
| 2015                                                               | Martina Hingis Sania Mirza           | Irina-Camelia Begu Monica Niculescu        | 6–2, 6–3          |
| 2014                                                               | Martina Hingis Flavia Pennetta       | Cara Black Caroline Garcia                 | 6–4, 5–7, [12–10] |